# Fritz Kühl

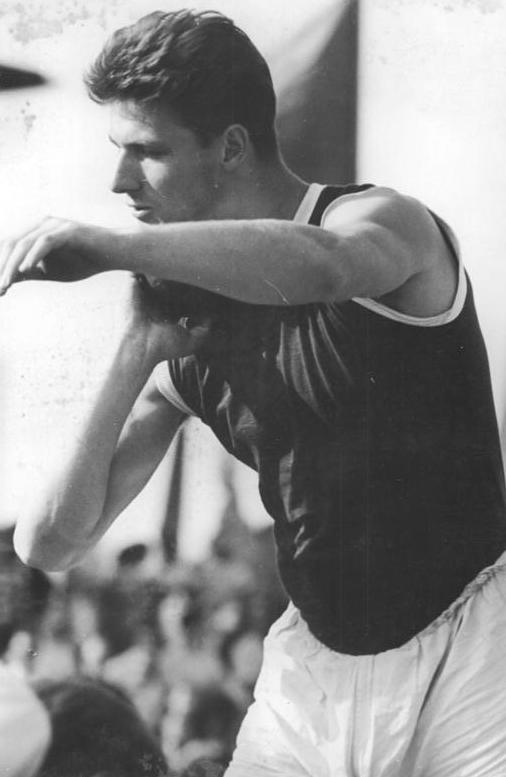
Fritz Kühl wird DDR-Meister 1958

Fritz Kühl (* 7. Mai 1935 in Hohen Sprenz) ist ein ehemaliger Leichtathlet aus der Deutschen Demokratischen Republik, der 1960 und 1964 an den Olympischen Spielen teilnahm.
Nach einem vierten Platz bei den DDR-Meisterschaften im Kugelstoßen 1955 gewann Fritz Kühl 1956, 1957 und 1958 den Titel, 1959 hinter Dieter Denke und 1960 hinter Peter Gratz belegte er jeweils den zweiten Platz. Ab 1957 trat Kühl bei DDR-Meisterschaften auch im Diskuswurf an. 1958, 1960, 1964 und 1965 gewann er den Meistertitel, 1959 hinter Manfred Grieser und 1962 hinter Lothar Milde belegte er den zweiten Platz. Hinzu kamen zwei dritte Plätze 1957 und 1961 und zwei vierte Plätze 1963 und 1966.
Von 1958 bis 1964 qualifizierte sich Kühl regelmäßig für die gesamtdeutsche Mannschaft. Während er bei den Olympischen Spielen 1960 mit Kugel und Diskus sowie 1964 mit dem Diskus nur in der Qualifikation antreten durfte, erreichte er mit dem Diskus bei den Europameisterschaften 1958 mit 49,44 m Platz 13 im Vorkampf und bei den Europameisterschaften 1962 mit 53,86 m Platz sieben im Vorkampf.
Im Kugelstoßen verbesserte Fritz Kühl 1956 mit 15,89 m den DDR-Rekord von Ernst Schmidt. Am 8. Mai 1957 übertraf er mit 16,13 m als erster DDR-Stoßer die 16-Meter-Marke, bis Ende 1957 hatte er den Rekord in vier Wettkämpfen auf 16,89 m gesteigert. 1959 übertraf ihn Dieter Denke, doch am 30. Juli 1960 stieß Kühl in Potsdam 17,29 m und damit als erster DDR-Kugelstoßer über 17 Meter. 1961 löste ihn Rudolf Langer als DDR-Rekordler ab. Mit dem Diskus übertraf er 1958 und 1960 jeweils Manfred Grieser als Rekordinhaber. Nachdem ihn Lothar Milde 1962 abgelöst hatte, gelangen Kühl 1965 und 1966 noch zwei Landesrekorde, bevor Hartmut Losch ihn wieder ablöste. Die Landesrekorde von 17,29 m 1960 in Potsdam und von 58,62 m 1966 in Leipzig blieben Kühls persönliche Bestweiten.
Fritz Kühl startete für den ASK Vorwärts Berlin. Der gelernte Maschinenschlosser hatte bei einer Körpergröße von 1,88 m ein Wettkampfgewicht von 106 kg.